# Dewitz (Lindetal)
Dewitz ist ein Ortsteil der Gemeinde Lindetal des Amtes Stargarder Land im Landkreis Mecklenburgische Seenplatte in Mecklenburg-Vorpommern.

## Geographie
Der Ort liegt elf Kilometer südöstlich von Neubrandenburg. Zur Gemarkung Dewitz zählt eine Fläche von 1016 Hektar. Die Nachbarorte sind Sponholz im Norden, Pragsdorf, Marienhof, Cölpin und Neu Käblich im Nordosten, Alt Käblich im Osten, Leppin und Rosenhagen im Südosten, Teschendorf im Süden, Sabel im Südwesten, Quastenberger Siedlung im Westen sowie Kreuzbruchhof im Nordwesten.

## Geschichte
Dewitz – ein Angerdorf – war ein Rittersitz. 1304 wurde Ritter Anselm Jentzkowe in Dewitz erwähnt. Die Familie von Gentzkow besaßen das Gut mit geringen Unterbrechungen bis 1822; danach war es Staatsdomäne. Zwei runde mittelalterliche Türme sind erhalten. Die Kirche wurde um 1290 erbaut.

## Sehenswürdigkeiten
- Kirche Dewitz aus dem 13. Jahrhundert

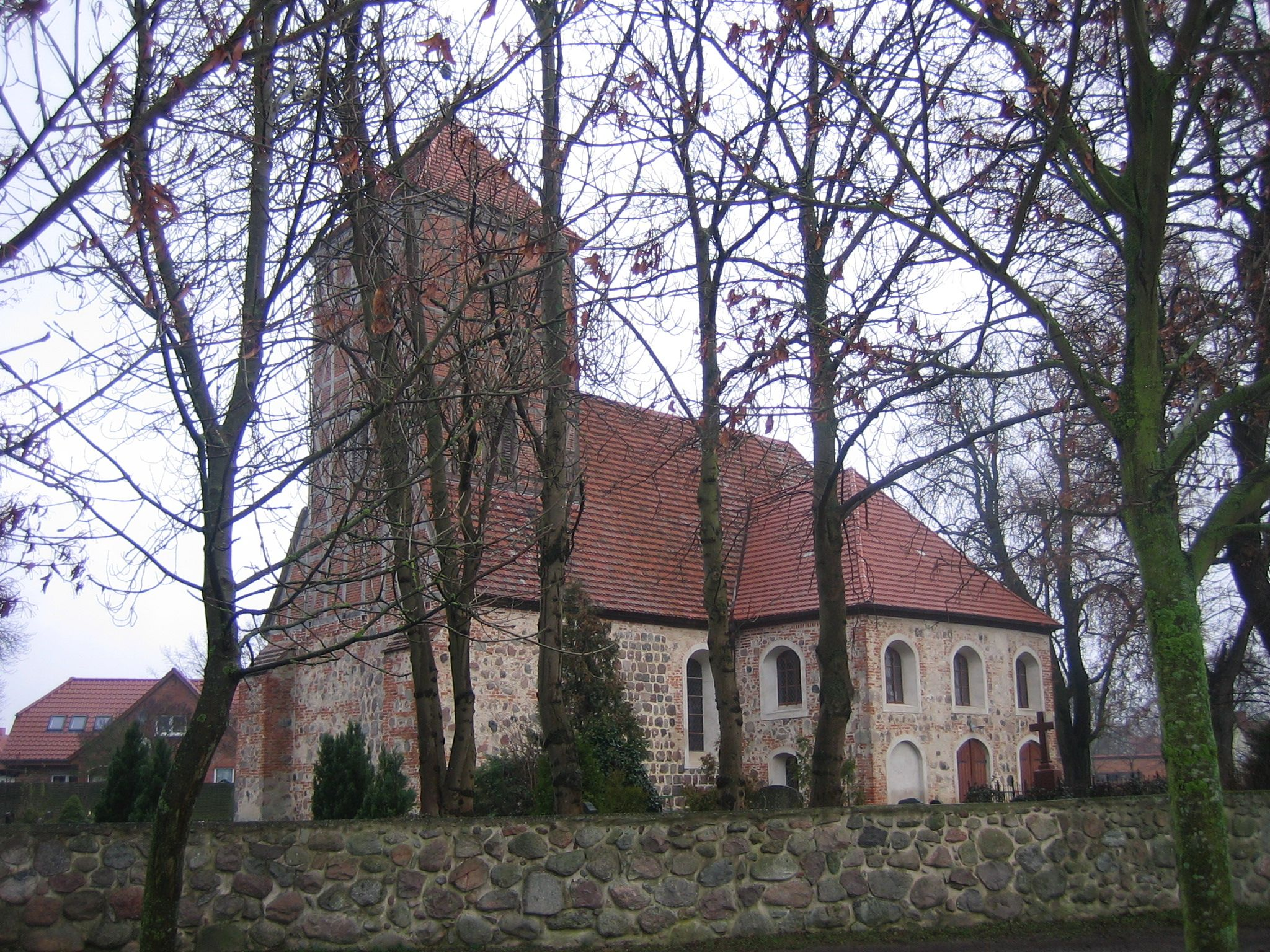
Dorfkirche Dewitz

→ Siehe auch Liste der Baudenkmale in Lindetal

## Persönlichkeiten
- Johanna von Bültzingslöwen (1770–nach 1823), Schriftstellerin, geboren in Dewitz
- Johann Adolf Friedrich von Gentzkow (1731–1782), Schriftsteller, gestorben in Dewitz